# Turkey Creek (Luizjana)
Turkey Creek – wieś w Stanach Zjednoczonych, w stanie Luizjana, w parafii Evangeline.